# Agnieszka Sławińska
Agnieszka Sławińska, née à Varsovie, est une soprano polonaise.